# Ordre de Montréal
 (janvier 2024).
La mise en forme du texte ne suit pas les recommandations de Wikipédia : il faut le « wikifier ».
Les points d'amélioration suivants sont les cas les plus fréquents. Le détail des points à revoir est peut-être précisé sur la page de discussion.
- Les titres sont pré-formatés par le logiciel. Ils ne sont ni en capitales, ni en gras.
- Le texte ne doit pas être écrit en capitales (les noms de famille non plus), ni en gras, ni en italique, ni en « petit »…
- Le gras n'est utilisé que pour surligner le titre de l'article dans l'introduction, une seule fois.
- L'italique est rarement utilisé : mots en langue étrangère, titres d'œuvres, noms de bateaux, etc.
- Les citations ne sont pas en italique mais en corps de texte normal. Elles sont entourées par des guillemets français : « et ».
- Les listes à puces sont à éviter, des paragraphes rédigés étant largement préférés. Les tableaux sont à réserver à la présentation de données structurées (résultats, etc.).
- Les appels de note de bas de page (petits chiffres en exposant, introduits par l'outil «  Source ») sont à placer entre la fin de phrase et le point final[comme ça].
- Les liens internes (vers d'autres articles de Wikipédia) sont à choisir avec parcimonie. Créez des liens vers des articles approfondissant le sujet. Les termes génériques sans rapport avec le sujet sont à éviter, ainsi que les répétitions de liens vers un même terme.
- Les liens externes sont à placer uniquement dans une section « Liens externes », à la fin de l'article. Ces liens sont à choisir avec parcimonie suivant les règles définies. Si un lien sert de source à l'article, son insertion dans le texte est à faire par les notes de bas de page.
- La présentation des références doit suivre les conventions bibliographiques. Il est recommandé d'utiliser les modèles {{Ouvrage}}, {{Chapitre}}, {{Article}}, {{Lien web}} et/ou {{Bibliographie}}. Le mode d'édition visuel peut mettre en forme automatiquement les références.
- Insérer une infobox (cadre d'informations à droite) n'est pas obligatoire pour parachever la mise en page.

Pour une aide détaillée, merci de consulter Aide:Wikification.
Si vous pensez que ces points ont été résolus, vous pouvez retirer ce bandeau et améliorer la mise en forme d'un autre article.
L'Ordre de Montréal est une distinction décernée par la Ville de Montréal qui vise à rendre hommage aux personnes qui contribuent de manière remarquable au développement et au rayonnement de l'agglomération.

## À propos
L'Ordre de Montréal rend hommage à 17 personnalités chaque année, à la suite d’un appel public de candidatures. Les récipiendaires se distinguent par un ou plusieurs des mérites suivants, et ce, quel que soit leur secteur d’activité : 
- leur contribution déterminante au développement de Montréal;
- leur apport notable au rayonnement national ou international de la métropole;
- leur engagement exemplaire auprès de la communauté;
- la qualité exceptionnelle de leurs réalisations professionnelles.

## Historique
L'Ordre de Montréal est créé le 17 mai 2016 en guise de legs du 375e anniversaire de Montréal.
L’Ordre a pris le relais de l’Académie des Grands Montréalais, créée en 1988 par la Chambre de commerce du Montréal métropolitain qui, elle-même, avait repris une initiative mise en œuvre par le Canadien National (CN) en 1978.
De 1978 à 2014, une centaine de personnalités montréalaises d’exception ont ainsi été reconnues sur le plan culturel, scientifique, économique et social.
Par respect pour cet héritage remarquable, ces personnes ont été admises officiellement au sein de l’Ordre le 17 décembre 2016, à l’occasion d’une cérémonie spéciale liée au lancement des festivités du 375e anniversaire de Montréal.

## Conseil de l'Ordre
Choisis pour leur crédibilité, les membres du conseil de l’Ordre examinent avec rigueur les dossiers de candidature et veillent à assurer le prestige de l’institution.
Le conseil de l’Ordre est formé de personnalités montréalaises jouissant d’une grande notoriété dans une diversité de domaines. Avec à sa tête deux coprésidents – un homme et une femme –, il est composé de neuf personnes.
Le conseil de l’Ordre a un rôle consultatif. Il a pour principale mission d’examiner les dossiers soumis à la suite de l’appel annuel de candidatures et de formuler les recommandations d’admission à l’Ordre.
Ce rôle inclut l’attribution d’un grade – commandeur-commandeure, officier-officière ou chevalier-chevalière – pour chaque candidat ou candidate retenu en fonction de l’envergure de ses réalisations.
À cet effet, les membres du conseil prendront en considération l'ampleur, l’originalité et l’impact sur la vie collective des réalisations, ainsi que toute particularité qu’ils jugeront pertinente.
Le conseil peut également faire des propositions concernant la gestion de l’Ordre et tout sujet susceptible d’en assurer le prestige et le rayonnement.
C’est le comité exécutif de la Ville qui nomme les récipiendaires, sur recommandation du maire/de la mairesse.

## Cérémonie
Les récipiendaires sont conviés à une cérémonie officielle à l’hôtel de ville afin de recevoir leurs insignes. L’événement est habituellement prévu le 17 mai de chaque année – date anniversaire de la fondation de Montréal.
La remise des insignes s’accompagne d’un certificat portant le sceau de l’Ordre. Le nom des récipiendaires est ensuite calligraphié dans le livre d’or de l’Ordre.
Chaque récipiendaire a droit à une page présentant ses mérites et réalisations sur le site Internet de l'Ordre.

## Les membres de l'Ordre de Montréal
Quelle que soit leur sphère d’activité, les membres de l’Ordre de Montréal partagent un même souci d’excellence. Ce sont des femmes et des hommes d’exception, qui contribuent à rendre notre monde meilleur et inspirent la fierté montréalaise.
Sauf exception, la répartition annuelle des titres, tant pour les membres nouvellement admis que pour ceux nommés à un grade supérieur, est la suivante : 
- Trois commandeurs;
- Six officiers;
- Huit chevaliers.

## Grades 2023

### Commandeurs et commandeures
- Farah Alibay
- Louise Arbour
- Kim Yaroshevskaya

### Officiers et officières
- Madeleine Careau
- Claude Gagnon
- Linda Gauthier
- Mandeep Roshi Chadha
- Danièle Sauvageau [2]
- Roland Smith

### Chevaliers et chevalières
- Carl-Éric Aubin
- Bertrand Cesvet
- René Dallaire
- Jean Pierre Desrosiers
- Marie-Josée Hébert
- Marie Houzeau
- Sophie Labrecque
- Jeannot Painchaud

## Mise en candidature
Jusqu'au 31 octobre de chaque année, les candidatures sont acceptées pour l’Ordre de Montréal de l'année suivante. Les personnes intéressées à soumettre une candidature doivent être appuyées par deux personnes.

### Critères d’admissibilité
Quels que soient leur âge, leur statut et leur domaine d’activité, les candidats et candidates à l’Ordre doivent répondre à au moins un des critères suivants :
- Être né sur le territoire de l’agglomération de Montréal;
- Résider ou avoir résidé sur ce même territoire durant au moins cinq ans;
- Exercer ou avoir exercé des activités professionnelles sur ce même territoire durant au moins cinq ans.

## Médaille
La médaille de l’Ordre de Montréal fait partie des symboles officiels de la Ville, au même titre que le drapeau et les armoiries de Montréal. Son design sobre et ses matériaux nobles expriment l’importance de l’hommage rendu aux récipiendaires.

## Sources
- Ville de Montréal, « Première cérémonie officielle de la remise des insignes de l'Ordre de Montréal - Le maire de Montréal remet la plus haute distinction honorifique de la Ville de Montréal à 17 concitoyens et concitoyennes émérites », 17 mai 2017